# Gresso
Gresso é uma comuna da Suíça, no Cantão Tessino, com cerca de 40 habitantes. Estende-se por uma área de 11,1 km², de densidade populacional de 4 hab/km². Confina com as seguintes comunas: Maggia, Onsernone, Vergeletto.
A língua oficial nesta comuna é o Italiano.